# Courtois (patronyme)
Pour les articles homonymes, voir Courtois.
Cette page présente le nom de famille Courtois ainsi que ses variantes.
Courtois est un patronyme très répandu en France. Courtoise est beaucoup plus rare, tout comme Le Courtois et Lecourtois.
Plusieurs origines semblent possibles :
- Le patronyme Corteis est identifié dès 1080. Il s'agit probablement d'un terme s'appliquant à un homme très poli, raffiné, affable. Il avait pour sens premier « qui fait montre de courtoisie », c'est-à-dire « celui dont le langage et la civilité sont comparables à ceux en usage à la Cour »[3]. Courtois est un adjectif en faveur au Xlle siècle, époque de formation des noms de famille, et traduit la bonne éducation, les bonnes manières[4].